# Синьокрака мантела
Синьокраките мантели (Mantella expectata) са вид земноводни от семейство Мадагаскарски жаби (Mantellidae).
Срещат се в ограничен район в южната част на Мадагаскар.
Таксонът е описан за пръв път от германския зоолог Клаус Бусе през 1992 година.